# Microsoft Ergonomic Keyboard

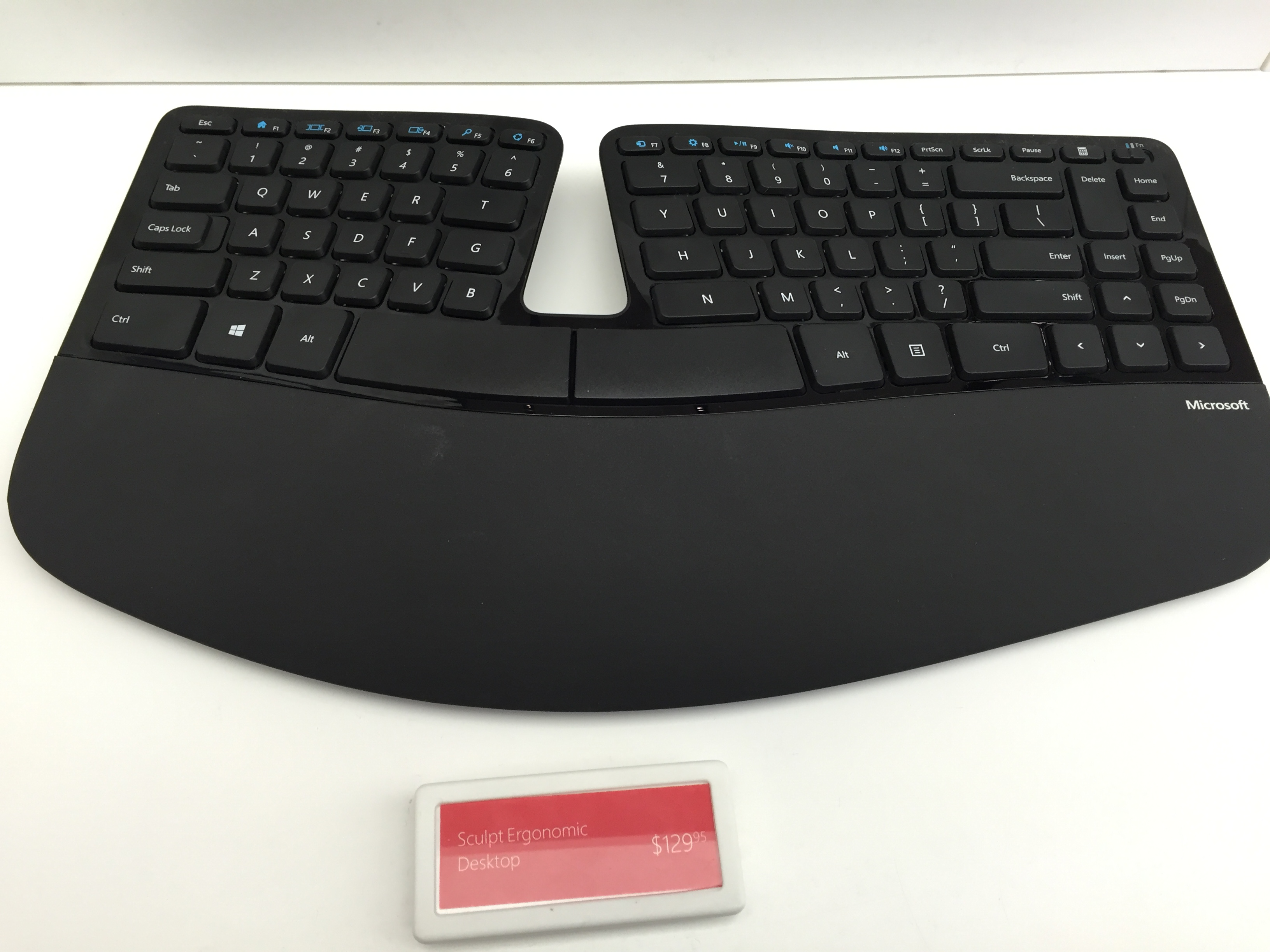
Microsoft Sculpt Ergonomic de 2013.

Microsoft Ergonomic Keyboard (anteriormente Microsoft Natural Keyboard) é uma linha de teclados de computador ergonômicos do tipo divisão fixa lançada inicialmente em 1994.
A primeira geração lançada em 1994 com o nome de Microsoft Natural Keyboard desenhado especificamente para o Windows 95 foi o primeiro teclado a vir com o botão Windows, no total foram vendidas mais de 3 milhões de unidades. Em 1998 foi lançado o Natural Keyboard Elite, o teclado contava com o rearranjo das setas do teclado e dos botões acima. Em 1999 foi lançado o Natural keyboard Pro restaurando o arranjo original das setas e adicionando botões de atalho acima das teclas de função. Em 2002 foi lançado o Natural Multimedia Keyboard com mais teclas de atalho e a tecla F-Lock, o Wireless Optical Desktop Pro foi lançado no mesmo ano sendo praticamente a mesma versão só que sem fio. Em 2005 foi lançado o Natural Ergonomic Keyboard 4000, em 2007 o Natural Wireless Ergonomic Keyboard 7000 sendo basicamente uma versão sem fio do anterior. Em 2013 foi lançado o Sculpt Ergonomic com teclado numérico removível. Em 2016 foi lançado o Surface Ergonomic como parte de acessórios da linha Surface Studio. Em 2019 foi lançado o Microsoft Ergonomic keyboard.